# Sân vận động Mapei - Città del Tricolore
Sân vận động Mapei - Città del Tricolore (tiếng Anh: Mapei Stadium – Città del Tricolore; phát âm tiếng Ý: [tʃitˈta ddel trikoˈloːre]) là một sân vận động đa năng ở Reggio Emilia, Ý. Hiện tại, đây là sân nhà của U.S. Sassuolo thuộc Serie A và A.C. Reggiana thuộc Serie B.
Sân vận động có sức chứa 21.584 người và được xây dựng vào năm 1995, thay thế cho Sân vận động Mirabello. Sân được đặt tên là Sân vận động Città del Tricolore vào ngày 11 tháng 3 năm 2012, thay thế cho tên gọi trước đó là Sân vận động Giglio. Vào ngày 8 tháng 7 năm 2013, sân vận động được đổi tên như hiện tại vì lý do sở hữu (được Mapei mua lại từ comune Reggio Emilia).
Vào ngày 20 tháng 11 năm 2020, sân vận động đã tổ chức trận Siêu cúp bóng đá Ý 2020 giữa Juventus và Napoli.